# Australian Open 2022
De 110e editie van het Australische grandslamtoernooi, het Australian Open 2022, werd gehouden tussen 17 en 30 januari 2022. Het toernooi in het Melbourne Park te Melbourne was de 96e editie voor de vrouwen.

## Toernooisamenvatting
Bij zowel het enkelspel voor de mannen als dat voor de vrouwen begon het toernooi op de zeventiende van januari. Bij beide dubbelspelen startte het toernooi twee dagen later – het gemengd dubbelspel ging op donderdag twintig januari van start. De finale van het gemengd dubbelspel werd op vrijdag achtentwintig januari gespeeld. De finales van het vrouwenenkelspel en het mannendubbelspel vonden op zaterdag negenentwintig januari plaats. Het toernooi werd afgesloten met de finales van het vrouwendubbelspel en het mannenenkelspel op zondag dertig januari.
In het mannenenkelspel was de Serviër Novak Djokovic de titelhouder, bij de vrouwen was dat de Japanse Naomi Osaka. In het dubbelspel waren bij de mannen Ivan Dodig en Filip Polášek de titelhouders, bij de vrouwen Elise Mertens en Aryna Sabalenka, en in het gemengd Barbora Krejčíková en Rajeev Ram.
Het mannenenkelspel werd gewonnen door de Spanjaard Rafael Nadal, zijn 21e grandslamtitel en zijn tweede op het Australian Open. In het vrouwenenkelspel zegevierde de Australische Ashleigh Barty, haar derde grandslamtitel en haar eerste op het Australian Open. Het mannendubbelspel werd gewonnen door de Australiërs Thanasi Kokkinakis en Nick Kyrgios, voor beiden de eerste grandslamtitel. In het vrouwendubbelspel ging de titel naar het Tsjechische duo Barbora Krejčíková (haar vierde grandslamtitel in het dubbelspel) en Kateřina Siniaková (ook haar vierde). In het gemengd dubbelspel wonnen de Française Kristina Mladenovic en de Kroaat Ivan Dodig, voor haar de derde en voor hem de vierde titel in het gemengd dubbelspel.
De Nederlandse Diede de Groot won het enkelspel bij de rolstoelvrouwen – samen met landgenote Aniek van Koot won zij ook de titel in het dubbelspel.
De Nederlander Sam Schröder won het enkelspel bij de rolstoelmannen in de categorie quad.

## Toernooikalender
| Australian Open    | januari 2022 | januari 2022 | januari 2022 | januari 2022 | januari 2022 | januari 2022 | januari 2022 | januari 2022 | januari 2022 | januari 2022 | januari 2022 | januari 2022 | januari 2022 | januari 2022 |
| Australian Open    | maa 17       | din 18       | woe 19       | don 20       | vrĳ 21       | zat 22       | zon 23       | maa 24       | din 25       | woe 26       | don 27       | vrĳ 28       | zat 29       | zon 30       |
| ------------------ | ------------ | ------------ | ------------ | ------------ | ------------ | ------------ | ------------ | ------------ | ------------ | ------------ | ------------ | ------------ | ------------ | ------------ |
| mannenenkelspel    | 1e ronde     | 1e ronde     | 2e ronde     | 2e ronde     | 3e ronde     | 3e ronde     | 4e ronde     | 4e ronde     | kwartfinale  | kwartfinale  |              | halve finale |              | finale       |
| vrouwenenkelspel   | 1e ronde     | 1e ronde     | 2e ronde     | 2e ronde     | 3e ronde     | 3e ronde     | 4e ronde     | 4e ronde     | kwartfinale  | kwartfinale  | halve finale |              | finale       |              |
| mannendubbelspel   |              |              | 1e ronde     | 1e ronde     | 2e ronde     | 2e ronde     | 3e ronde     | 3e ronde     | kwartfinale  | kwartfinale  | halve finale |              | finale       |              |
| vrouwendubbelspel  |              |              | 1e ronde     | 1e ronde     | 2e ronde     | 2e ronde     | 3e ronde     | 3e ronde     | kwartfinale  | kwartfinale  | halve finale |              |              | finale       |
| gemengd dubbelspel |              |              |              | 1e ronde     | 1e ronde     | 1e ronde     | 2e ronde     | 2e ronde     | kwartfinale  | halve finale |              | finale       |              |              |

## Enkelspel

### Mannen
Titelhouder Novak Djokovic kon zijn titel niet verdedigen omdat zijn visum was ingetrokken door de Australische minister van immigratie.
Rafael Nadal won in de finale met 2–6, 6–7, 6–4, 6–4 en 7–5 van de Rus Daniil Medvedev. Dit was Nadals tweede titel in Melbourne – in totaal was het zijn 21e grandslamtitel, waarmee hij recordhouder werd bij de mannen.

### Vrouwen
Titelverdedigster Naomi Osaka (Japan) werd in de derde ronde uitgeschakeld door de Amerikaanse Amanda Anisimova. Ashleigh Barty werd de eerste Australiër (m/v) die het enkelspel van het Australian Open op haar naam wist te schrijven sinds Chris O'Neil in 1978. In de finale versloeg zij de Amerikaanse Danielle Collins met 6–3 en 7–6.

## Dubbelspel

### Mannendubbelspel
Titelverdedigers Ivan Dodig en Filip Polášek hadden zich niet als team voor deze editie van het toernooi ingeschreven. In een geheel Australische finale wonnen Thanasi Kokkinakis en Nick Kyrgios van Matthew Ebden en Max Purcell met 7–5 en 6–4.

### Vrouwendubbelspel
Van de titelhoudsters Elise Mertens en Aryna Sabalenka kwam de laatste haar titel niet verdedigen. Het Tsjechische duo Barbora Krejčíková en Kateřina Siniaková won in de finale van de Kazachse Anna Danilina en Braziliaanse Beatriz Haddad Maia met 6–7, 6–4 en 6–4. Het was de vierde gezamenlijke grandslamtitel voor de Tsjechische dames, de eerste in Australië.

### Gemengd dubbelspel
Van de titelhouders Barbora Krejčíková en Rajeev Ram kwam de eerste haar titel niet verdedigen. In de finale wonnen Française Kristina Mladenovic en de Kroaat Ivan Dodig van het Australische wildcard-koppel Jaimee Fourlis en Jason Kubler met 6–3 en 6–4.

## Kwalificatietoernooi (enkelspel)
Algemene regels – Aan het hoofdtoernooi (enkelspel) doen bij de mannen en vrouwen elk 128 tennissers mee. De 104 beste mannen en 104 beste vrouwen van de wereldranglijst die zich inschrijven, worden rechtstreeks toegelaten. Acht mannen en acht vrouwen krijgen van de organisatie een wildcard. Voor de overige ingeschrevenen resteren dan nog zestien plaatsen bij de mannen en zestien plaatsen bij de vrouwen in het hoofdtoernooi – deze plaatsen worden via het kwalificatietoernooi ingevuld. Aan dit kwalificatietoernooi doen nog eens 128 mannen en 128 vrouwen mee – er worden drie kwalificatieronden gespeeld.
Het kwalificatietoernooi werd gespeeld van maandag 10 tot en met vrijdag 14 januari 2022 op de hardcourtbanen van Melbourne Park.
De volgende deelnemers aan het kwalificatietoernooi wisten zich een plaats te veroveren in de hoofdtabel:

### Mannenenkelspel
- Radu Albot
- Tomás Barrios Vera
- Liam Broady
- Taro Daniel
- Tomás Martín Etcheverry
- Norbert Gombos
- Emilio Gómez
- Yannick Hanfmann
- Michail Koekoesjkin
- Jiří Lehečka
- Tomáš Macháč
- Maximilian Marterer
- Nikola Milojević
- Timofey Skatov
- Alejandro Tabilo
- Marco Trungelliti

Lucky losers
- Salvatore Caruso
- Damir Džumhur
- Ernesto Escobedo
- Roman Safioellin
- João Sousa

### Vrouwenenkelspel
- Hailey Baptiste
- Emina Bektas
- Lucia Bronzetti
- Cristina Bucșa
- Harriet Dart
- Caroline Dolehide
- Arianne Hartono
- Jang Su-jeong
- Viktória Kužmová
- Rebecca Marino
- Viktoriya Tomova
- Martina Trevisan
- Lesja Tsoerenko
- Stefanie Vögele
- Katie Volynets
- Zheng Qinwen

Lucky losers
- Irina Maria Bara
- Nao Hibino

### Belgen in het kwalificatietoernooi
Mannen
- Ruben Bemelmans (eerste ronde)
- Zizou Bergs (eerste ronde)
- Kimmer Coppejans (tweede ronde)

Vrouwen
- Ysaline Bonaventure (tweede ronde)

### Nederlanders in het kwalificatietoernooi
Mannen
- Robin Haase (tweede ronde)
- Jesper de Jong (tweede ronde)
- Tim van Rijthoven (tweede ronde)

Vrouwen
- Arianne Hartono (gekwalificeerd)
- Richèl Hogenkamp (derde ronde)
- Lesley Pattinama-Kerkhove (eerste ronde)
- Indy de Vroome (derde ronde)

## Junioren
Meisjesenkelspel

Finale: Petra Marčinko (Kroatië) versloeg Sofia Costoulas (België) met 7-5, 6-1
Meisjesdubbelspel

Finale: Clervie Ngounoue (Verenigde Staten) en Diana Sjnajder (Rusland) versloegen Kayla Cross (Canada) en Victoria Mboko (Canada) met 6-4, 6-3
Jongensenkelspel

Finale: Bruno Kuzuhara (VS) versloeg Jakub Menšík (Tsjechië) met 7-6, 6-7, 7-5
Jongensdubbelspel

Finale: Bruno Kuzuhara (Verenigde Staten) en Coleman Wong (Hongkong) versloegen Alex Michelsen (Verenigde Staten) en Adolfo Daniel Vallejo (Paraguay) met 6-3, 7-6

## Rolstoeltennis
Rolstoelvrouwenenkelspel

Finale: Diede de Groot (Nederland) won van Aniek van Koot (Nederland) met 6-1, 6-1
Rolstoelvrouwendubbelspel

Finale: Diede de Groot (Nederland) en Aniek van Koot (Nederland) wonnen van Yui Kamiji (Japan) en Lucy Shuker (VK) met 7-5, 3-6, [10-2]
Rolstoelmannenenkelspel

Finale: Shingo Kunieda (Japan) won van Alfie Hewett (VK) met 7-5, 3-6, 6-2
Rolstoelmannendubbelspel

Finale: Alfie Hewett (VK) en Gordon Reid (VK) wonnen van Gustavo Fernández (Argentinië) en Shingo Kunieda (Japan) met 6-2, 4-6, [10-7]
Quad-enkelspel

Finale: Sam Schröder (Nederland) won van Dylan Alcott (Australië) met 7-5, 6-0
Quad-dubbelspel

Finale: Andy Lapthorne (VK) en David Wagner (VS) wonnen van Sam Schröder (Nederland) en Niels Vink (Nederland) met 2-6, 6-4, [10-7]